# I. W. Harper
I.W. Harper ist eine US-amerikanische Whiskeymarke für Bourbon Whiskey. Die Marke wurde 1879 von den Brüdern Isaac Wolf Bernheim und Bernhard Bernheim gegründet. Heute gehört sie zum Diageo-Konzern. Wo der Whiskey gebrannt wird, ist nicht bekannt. Vermutlich aber handelt es sich um Lagerbestände aus der Barton 1792 Distillery. Die Getreidezusammensetzung, aus denen I.W. Harper gebrannt wird, ist mit einem Roggenanteil von 8 % eine der roggenärmsten Bourbon-Mischungen.

## Geschichte
Die ursprünglich aus Deutschland stammenden Bernheims gründeten 1872 ihren Alkoholhandel Bernheim Brothers in Paducah. 1879 meldeten sie den Markennamen I.W. Harper an. Der Whiskey gewann 1885 auf der New Orleans Exhibition eine Goldmedaille, ebenso wie auf der Weltausstellung in Chicago 1893. Ihr Geschäft wuchs, so dass sie aus dem kleinen Paducah in die Stadt Louisville, Kentucky zogen. Die Bernheims bauten aufgrund ihres Erfolges erst eine eigene Destillerie im Vorort Shively und dann eine größere repräsentativere Distillerie in Louisville selbst. Dieses Gebäude wurde 1991 von United Distillers, einem Vorläufer von Diageo, abgerissen. Das dort neu gebaute Gebäude mit Lagerhallen für Whiskey gehört mittlerweile Heaven Hill, das dort seinen Hauptsitz hat.
Das I.W. im Namen stammt von den Vornamen des deutschen Juden Isaac Wolf Bernheim, während man sich anstelle dessen Familiennamens für das vermutlich besser verkäufliche englische Harper als zweiten Namensbestandteil entschieden hatte. 1966 erklärte Bernheim, dass der Namensteil Harper durch John Harper, einen damals populären Pferdetrainer inspiriert wurde.
I.W. Harper war einer der wenigen Whiskeys, der in Zeiten der Prohibition legal produziert werden konnten, da die Bernheim Brothers eine der handvoll Ausnahmegenehmigungen hatten, um medizinischen Whiskey herzustellen. 1937 verkauften die Bernheims ihr Unternehmen und damit auch I.W. Harper an die beiden Händler Leo Gerngross und Emil Schwarzhaupt, die direkt nach dem Ende der Prohibition mehrere Destillerien kauften, die wirtschaftlich in Problemen waren. Diese verkauften ihren Destilleriebestand, darunter die Bernheim Distillery und die Marke I.W Harper 1937 weiter an Schenley Industries, aus denen in den folgenden Jahrzehnten über einige Umwege der multinationale Konzern Diageo wurde.
I.W. Harper war noch über mehrere Jahrzehnte ein erfolgreicher Whiskey, der zu seiner besten Zeit 1966 in 110 Staaten auf der Erde verkauft wurde. Die Eigentümer bewarben ihn als Whiskey für den reisenden Gentleman. Beispielsweise war er auf Kreuzschiffen und Ozeanriesen, die den Atlantik überquerten, sehr präsent.
In den folgenden Jahrzehnten wandte sich der amerikanische Markt vom Bourbon ab und I.W. Harper war eine der Marken, die dies besonders hart traf, In den USA hatte I.W Harper nur noch eine geringe Bedeutung und wurde im Niedrigpreissegment verkauft. Gleichzeitig allerdings erlebte Japan einen Bourbon-Boom und I.W. Harper entwickelte sich dort zum Verkaufsschlager, der in Japan zu Premiumpreisen verkauft wurde. Der Preisunterschied sorgte dafür, dass es zu zahlreichen Grauimporten kam, bei denen Händler in den USA den billigen I.W. Harper im Geschäft kauften und in Japan wieder verkauften. Um dies zu unterbinden, zog Diageo die Marke Anfang um 1990 vom US-Markt zurück.
Kurzzeitig war I.W. Harper Ende der 1990er als limitierte und teure I. W. Harper Gold Medal in den USA im Handel und war dort Teil von Diageos Bourbon Heritage Collection. Nachdem sich Diageo 1999 ganz aus dem Bourbon-Geschäft zurückgezogen hatte, stellte es auch diese Marke ein. I.W Harper war aber neben George Dickel eine der beiden Bourbon-Marken an denen Diageo zumindest die Markenrechte behielt.
In den USA entwickelte sich seit den 2010ern ein neuer Bourbon-Boom, der zur Errichtung dutzender kleiner und mehrerer neuer großer Destillerien führte. Diageo selbst hat mit Bulleit-Bourbon eine der wichtigsten Marken im höherpreisigen Segment etabliert. Unter diesen Rahmenbedingungen entschloss sich Diageo im März 2015, I.W. Harper auch wieder als Premiumwhiskey in den US-Markt einzuführen.